# Octavio Ruiz-Manjón Cabeza
Octavio Ruiz-Manjón Cabeza (Còrdova, 1945) és un historiador espanyol. Catedràtic d'Història contemporània de la Universitat de Granada i de la Universitat Complutense de Madrid, s'ha especialitzat en l'estudi del republicanisme espanyol i en la història intel·lectual.

## Biografia
Va néixer en 1945 en Còrdova. En 1980 va obtenir la càtedra d'Història Contemporània en la Universitat de Granada i, des de 1988, en la Universitat Complutense de Madrid.
En 1976 va ser publicat, per Ediciones Giner, El Partido Republicano Radical, 1908-1936, un estudi de la trajectòria del Partit Radical, des de la seva fundació en 1908 fins al començament de la Guerra Civil Espanyola, considerat per la crítica «una biografia apassionant però desapassionada» del líder del partit, Alejandro Lerroux. Es tractava de la seva tesi doctoral.
Ja en 2007 publicaria, en l'editorial Síntesis, Fernando de los Ríos. Un intelectual en el PSOE, una biografia del polític socialista Fernando de los Ríos.
En 2016 fou publicada per l'editorial Espasa la seva obra Algunos hombres buenos, que tracta d'aproximar-se al tema de la guerra civil amb l'objectiu de mostrar comportaments exemplars a títol individual durant el conflicte.